# Ceratosaurus
A Ceratosaurus (jelentése 'szarvas gyík', az ógörög κερας/κερατος / kerasz/keratosz 'szarv' és σαυρος/szaürosz 'gyík' szavak összetételéből, az orrcsonton levő kis szarvra utalva) egy korai ragadozó dinoszaurusz volt, amely körülbelül 150 millió évvel ezelőtt élt, a jura időszakban (a kimmeridge-i–tithon korszakban), az észak-amerikai Morrison-formáció, valamint Tanzánia és Portugália területén.

## Anatómia

A Ceratosaurus és az ember méretének összehasonlítása

A Ceratosaurus nagyjából átlagos theropoda volt, nagy fejjel, apró mellső és robusztus hátsó lábakkal, valamint hosszú farokkal rendelkezett. Egyedi jellegzetessége, a szarv túl kicsi volt ahhoz, hogy támadásra vagy akár védekezésre alkalmas lehetett volna, szerepe nem tisztázott. Egyes kutatók azt feltételezik, hogy az udvarlás során, figyelemfelkeltésre használta.
A Ceratosaurus hossza 5,3-7 méter, testtömege pedig körülbelül 418-1000 kilogramm lehetett. A koponyája hossza elérte a 90 centimétert. A gerincoszlopa rendkívül erős felépítésű volt, nagy mozgékonyságot biztosított. A farka, melynek hossza nagyjából az állat teljes hosszának felét érte el, segített a futás közben az egyensúly megtartásában. A mellső végtagja olyan rövid volt, hogy semmire sem lehetett használni; bár négy ujj volt rajta. A Ceratosaurusnak hosszú és vaskos hátsó lába volt, lábfején öt-öt karmos lábujjal, melyekkel meg tudta ölni a zsákmányát. Csak három lábujja érintkezett a talajjal.

## Ősbiológia
A Ceratosaurus a szubtrópusi éghajlatú vidékeket részesítette előnyben. Táplálékát kis és közepes termetű növényevő dinoszauruszok alkották.